# Baronens Høj

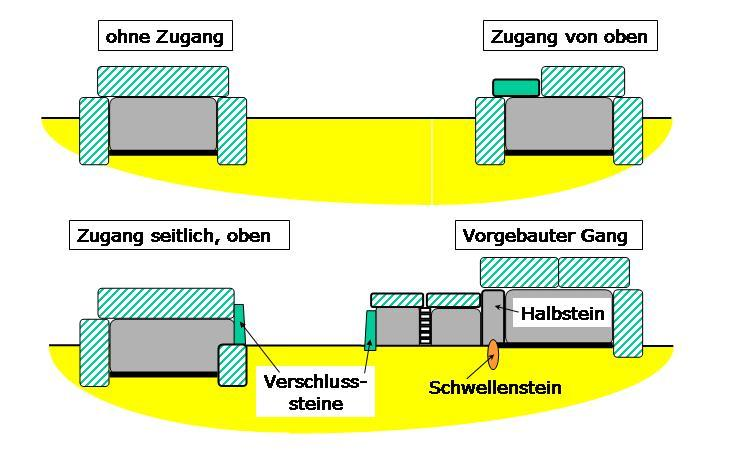
Entwicklungsschema der Urdolmen. Baronens Høj entspricht dem Bild rechts oben oder links unten.

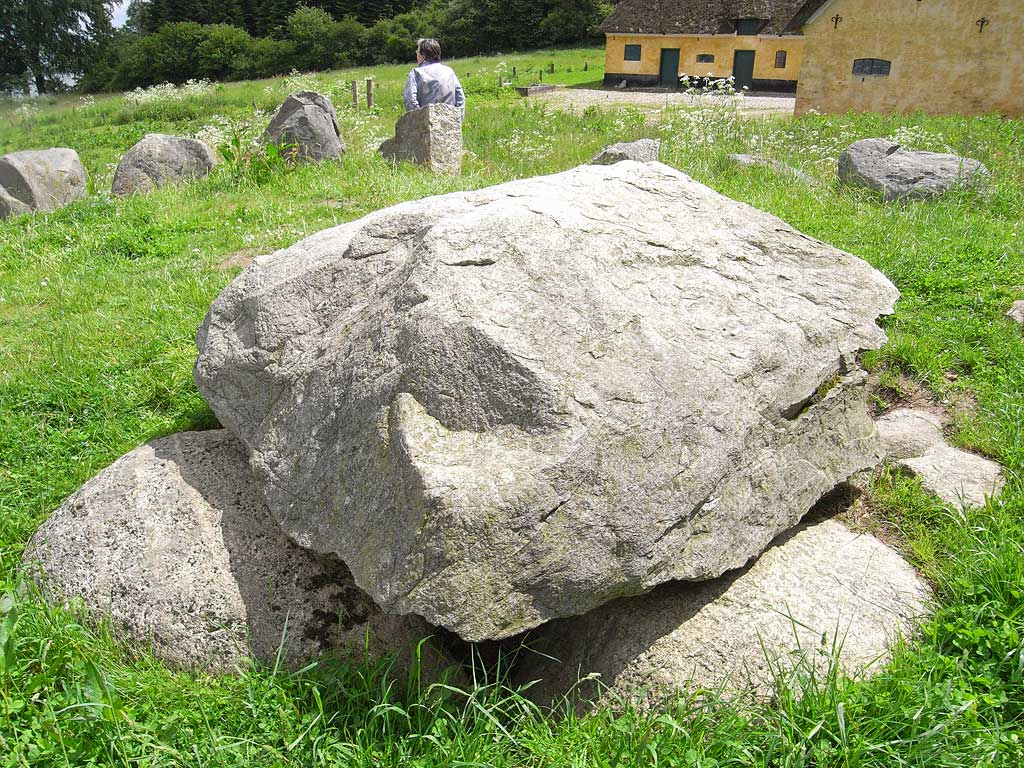
Baronens Høj

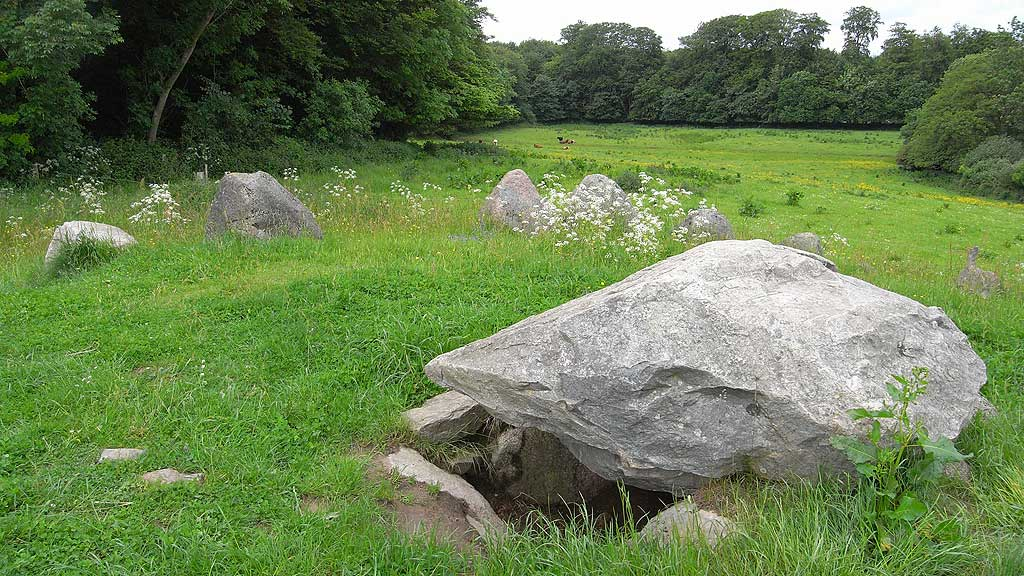
Baronens Høj

Baronens Høj (deutsch „Baronenhügel“) ist ein meernaher, runder Dolmen (dänisch runddysse) am Rand des Nørreskov (Wald) auf der Insel Alsen in Dänemark. Er wurde um 1840 von Frederik Julius Baron Wedell-Wedellsborg (1814–1901) zum Aussichtspunkt umgestaltet. Die Megalithanlage wurde zwischen 3500 und 2800 v. Chr. von den Trägern der Trichterbecherkultur (TBK) errichtet. Neolithische Monument gelten als Ausdruck der Kultur und Ideologie der damaligen Gesellschaft. Ihre Entstehung und Funktion werden als Kennzeichen der sozialen Entwicklung betrachtet.

## Beschreibung
Der Dolmen von etwa 16 m Durchmesser wurde 1910 von Julius Raklev (1878–1960) und Jens Raben (1880–1960) ausgegraben und restauriert. Der Hügel hat noch 28 seiner einst 31 oder 32 Randsteine. In der Mitte befindet sich eine Nordwest-Südost-orientierte, eingesenkte Kammer von 1,25 × 0,90 m mit vier Tragsteinen und einem Deckstein. Es handelt sich um ein Urdolmen ohne Gang. Der Zugang erfolgte entweder von oben über den fehlenden zweiten Deckstein oder durch die obere Hälfte einer Schmalseite, wo der Endstein eine niedrigere Schwelle bildet.
Die Blockkisten Stenkobbel im Nørreskov und im Varnæs Tykskov liegen im Hünenbett.